# Stendal
Hansestadt Stendal je okresní město v okresu Stendal a dopravní uzel ve Staré marce, spolková země Sasko-Anhaltsko.

srážkové úhrny 1961-1990, Sasko-Anhaltsko

## Poloha
Stendal leží asi 6 km západně od Labe, v jihovýchodní Staré marce, je vzdálen asi 120 kilometrů od Berlína, od Hannoveru asi 150 kilometrů a přibližně 55 kilometrů severně od Magdeburku na ose Wolfsburg – Berlin.

## Podnebí
Roční úhrn srážek je extrémně nízký a činí 485 mm. Pouze 2 % měřicích stanic Německé meteorologické služby registruje nižší hodnoty. Nejsušší měsíc je únor, nejčastější srážky se vyskytují v červnu, a to dvakrát více než v únoru. Srážky minimálně kolísají a jsou rozděleny stejnoměrně během celého roku.

## Městské čtvrtě

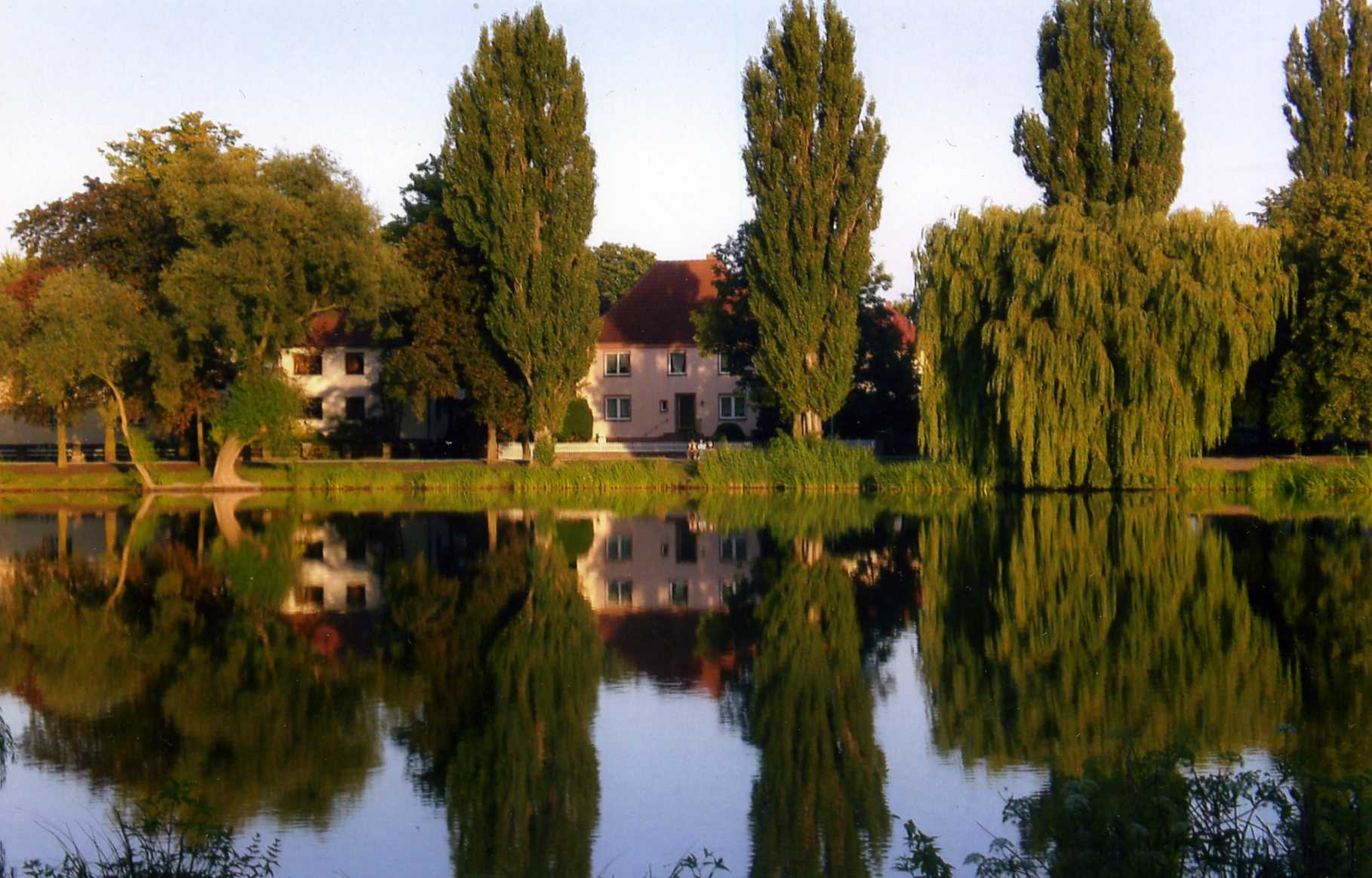
vilová čtvrť Stadtsee

- Altstadt
- Bahnhofsvorstadt
- Bürgerpark
- Haferbreite
- Nord
- Ost
- Röxe
- Siedlung
- Stadtsee I
- Stadtsee II
- Stadtsee III
- Süd
- Südost
- Villenviertel

## Spádové obce
- Altstadt
- Bahnhofsvorstadt
- Bürgerpark
- Haferbreite
- Nord
- Ost
- Röxe
- Siedlung
- Stadtsee I
- Stadtsee II
- Stadtsee III
- Süd
- Südost
- Villenviertel

## Historie

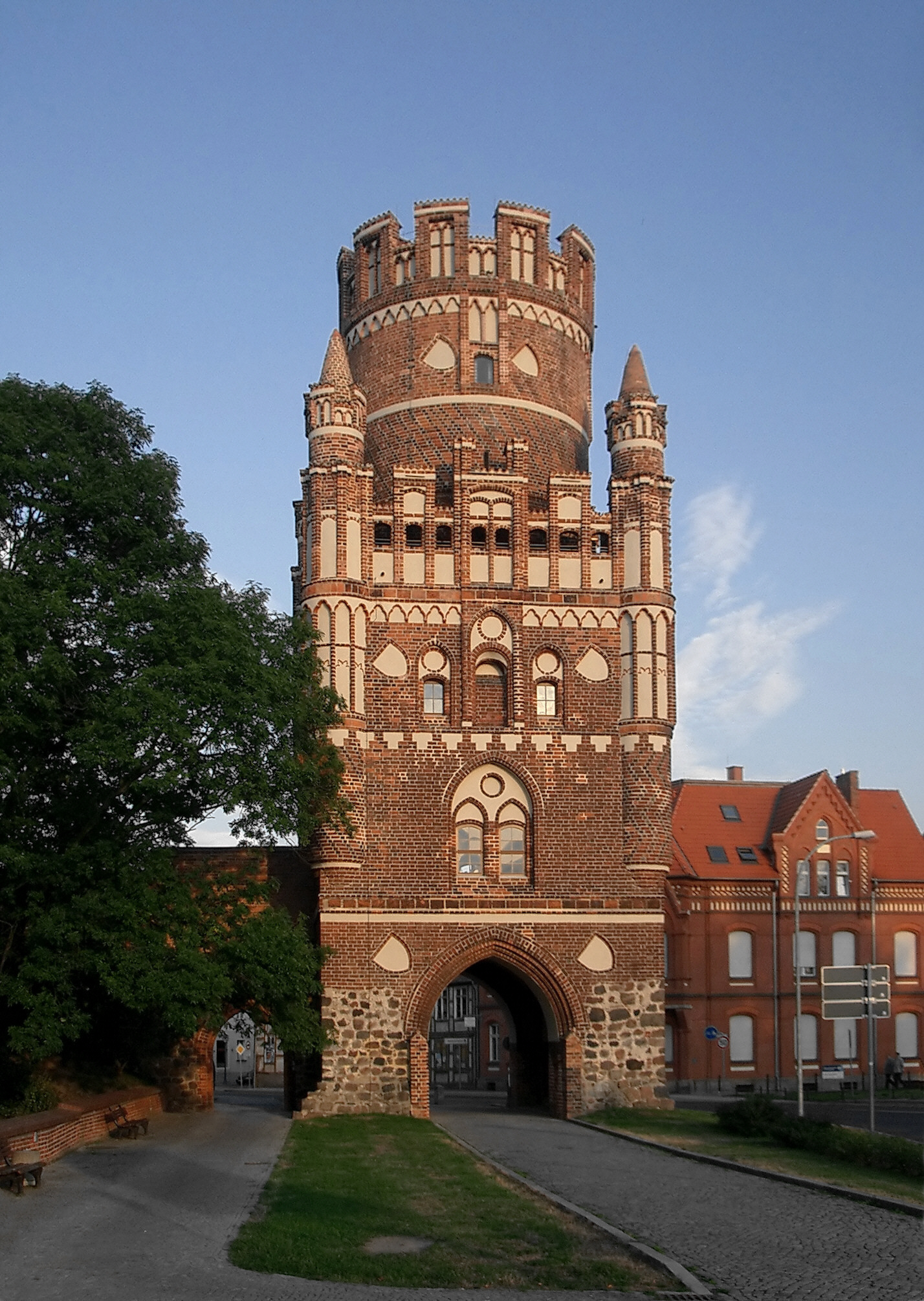
Uenglingerská brána

Ves „Steinedal" byla poprvé zmiňována v roce 1022 jako država kláštera Michaelisklosters v biskupství Hildesheim. Braniborským markrabětem Albrechtem I. Medvědem bylo městu roku 1160 propůjčeno právo trhu podle magdeburského městského práva. V 12. století byla založena farnost St. Jacobi. Roku 1230 se započalo se stavbou františkánského kláštera na Mönchskirchhofu. Ve 13. století byla založena gilda Stendaler Seefahrergilde, která vlastnila práva k provozování obchodu v prostoru Severního moře a Baltského moře. Nejstarší listinná zmínka o obchodním domu St. Marien pochází z roku 1283. Od roku 1300 má město právo stavět hradby a ze stejné doby pochází také brána Tangermünder. Kamenné bloky jsou dodnes patrné v základech pozdější přestavěné brány. V roce 1338 byla zřízena v ulici Brüderstraße latinská škola, pozdější gymnázium. Slavným žákem byl v 18. století archeolog Johann Joachim Winckelmann, který gymnázium navštěvoval od roku 1726 do roku 1736.

Stendal patřil od roku 1358 do roku 1518 prokazatelně do hanzy. Společně s Brandenburgem patřil k nejstaršímu mincovnímu místu v braniborské marce, stendalské stříbrňáky byly ve středověku známou a užívanou měnou.
Ve 14. století byl vystavěn refektář v Mönchskirchhofu, který dnes poskytuje přístřeší městské knihovně. 

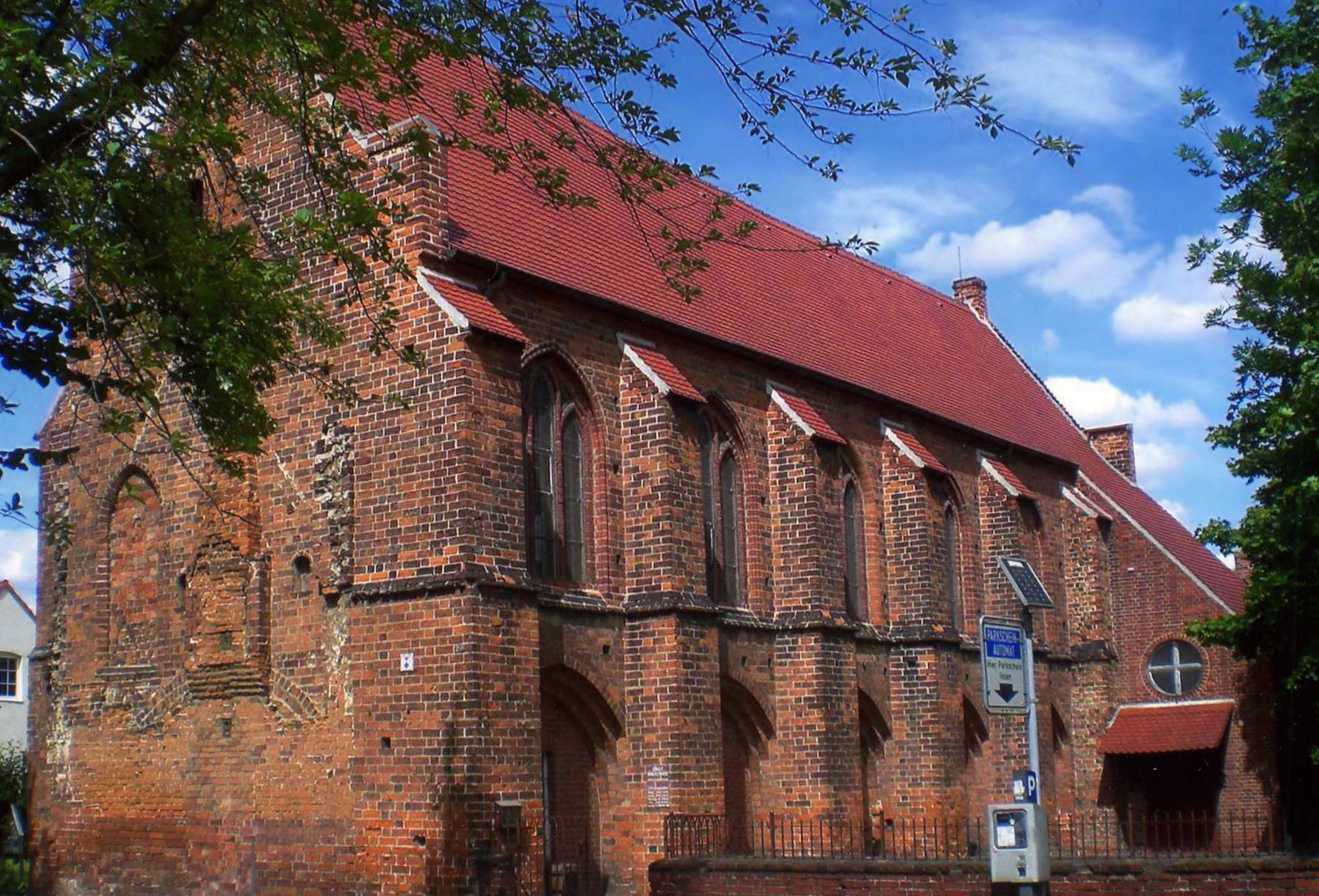
refektář - dnes knihovna

 V místě, kde stál ještě v roce 1215 hrad, bylo v roce 1423 započato se stavbou dómu. Z roku 1440 pochází brána Uenglinger. Od 15. století byla po etapách budována radnice s presbyterářem a bočními křídly. Klášter Sv. Kateřiny (St. Katharinenkloster, dnes Altmärkisches Museum a hudební fórum) byl zřízen jako augustiniánský klášter rozhodnutím kurfiřta Fridricha II. Dobrotivého v roce 1456. Z roku 1462 pochází vyřezávaná stěna, dodnes patrná v radniční aule.
V roce 1488 začal pracovat Joachim Westfal, první tiskař v Braniborské marce. Ve stejném roce se vzbouřili občané města proti uložení daně z piva. V roce 1502 uzavřela sňatek v Stendalu Alžběta Oldenburská, dcera dánského krále Jana I., s braniborským kurfiřtem Jáchymem I.

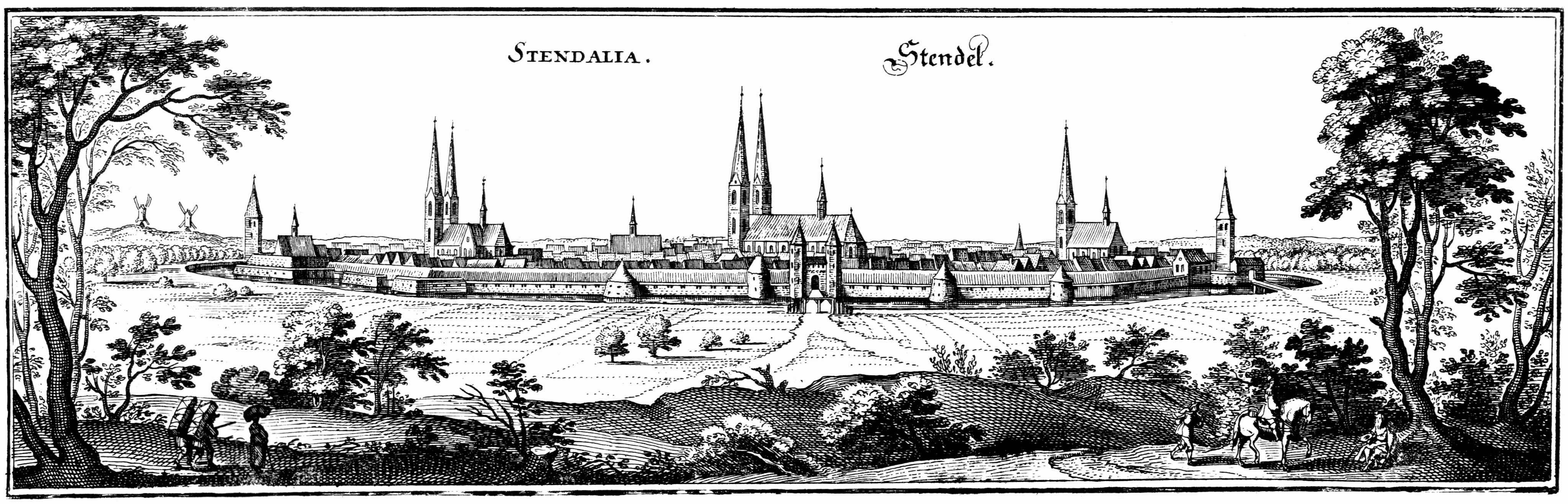
Stendal, 1640

V roce 1518 vystoupilo město společně s Berlínem, Brandenburgem, Frankfurtem a Salzwedelem z hanzy. Stendalský Roland (socha na radnici) pochází z roku 1525. V roce 1539 bylo přijato luteránství jako oficiální náboženství Staré marky. Lutherův žák a spolupracovník Konrad Cordatus byl od roku 1540 prvním luteránským superintendentem v Stendalu. V roce 1682 zemřelo ve městě na mor 1205 lidí (mezi nimi 537 dětí). V období od roku 1771 do roku 1830 byly zbourány části městského opevnění, a to Wendenturm, Torturm, Arneburgerská brána a dobytčí brána (Viehtor).
Roku 1849 byl zahájen provoz na železniční trati Magdeburg–Stendal–Lutherstadt Wittenberg. Se stavbou hlavního nádraží bylo započato roku 1869, dokončeno bylo roku 1871. O dva roky později byla zřízena hlavní drážní dílna, roku 1881 připojená ve správě královské pruské železnice (Königlich Preußische Eisenbahnverwaltung) a po roce 1920 k říšské dráze jako opravna RAW Stendal (Reichsbahn - Ausbesserungswerk Stendal). 

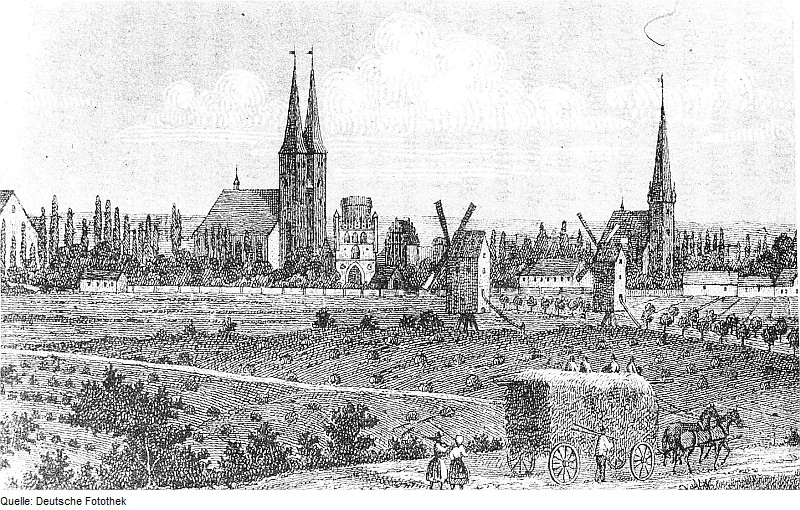
Stendal v 19. století

V roce 1888 bylo založeno Altmarkische Museum. V roce 1906 byla na památku čestného občana Dr. Haackeho na Sperlingsbergu postavena kašna, které se lidově říkalo „Sperlings-Ida". V roce 1926 po 34 letech provozu byla zastavena stendalská koňka.

## První světová válka
3. srpna 1914 vytáhla do války první eskadrona husarů, sídlících ve městě (Magdeburgisches Husarenregiment Nr. 10). V městském lazaretu bylo 8. září 1914 asi 160 raněných vojáků. V prosinci 1916 bylo ve vojenském zajateckém táboru u vojenského cvičiště umístěno více než 11 000 válečných zajatců. V roce 1917 byly do mobilizační sběrny kovu předány dva zvony dómu a zvon kostela Panny Marie. V průběhu listopadové revoluce převzala dne 8. listopadu 1918 policejní moc dělnicko-vojenská rada. Po podpisu příměří v Compiègne bylo od 11. listopadu 1918 v husarských kasárnách zřízeno sběrné místo. Válečný zajatecký tábor byl do konce roku 1918 téměř vyklizen a byl přizpůsoben jako tranzitní tábor pro německé válečné zajatce.

## Stendal za druhé světové války
Během druhé světové války se město stávalo, hlavně díky umístění vojenských jednotek Wehrmachtu, terčem spojeneckých náletů, během nichž docházelo k častým vzdušným soubojům nad městem a několik spojeneckých bombardérů se při tom zřítilo na město nebo v jeho blízkosti. Krom toho město i letecká základna Stendal-Borstel, kde byly umístěny stíhací eskadry (mezi jiným stíhací eskadra 301 „Divoké svině"), ležely přímo na letecké trase bombardovacích svazů, které měly za cíl bombardovat Berlín. Na jaře 1945 přišlo během jediného náletu na městskou čtvrť Röxe o život 300 lidí. Zasaženo bylo rovněž hlavní nádraží. Dne 8. dubna zasáhla bomba i katedrálu a zničena byla křížová cesta. Středověká skleněná výplň oken byla již dříve demontována a tím zachráněna. V dubnu 1945 startovalo z letiště Stendal-Borstel k jednomu z nejspornějších podniků konečné fáze druhé světové války zvláštní komando Labe.
13. dubna předal starosta Wernecke, který byl členem NSDAP, město americkým ozbrojeným silám. Nato bylo město označeno Josephem Goebbelsem „kvůli zbabělému předání" jako „bezectné". Dne 4. května 1945 na stednalské radnici kapitulovala německá 12. armáda (armáda Wenck) pod velením generála říšského svobodného pána von Edelsheim. Zástupci anglické armády byli přijati vedením města dne 12. června, ale byli dne 1. července vystřídáni zástupci Rudé armády. Bývalý starosta Wernecke byl internován Rudou armádou v koncentračním táboře Sachsenhausen, kde v prosinci 1945 zemřel. Ačkoli na počátku války bylo ve městě asi 34 000 obyvatel, díky přílivu uprchlíků, kterým bylo poskytnuto přístřeší, bylo na konci války dne 16. června ve městě asi 65 000 obyvatel.

## Časy NDR
Za doby existence NDR bylo město nejdůležitějším průmyslovým centrem na severu okresu Magdeburk, mezi jiným díky železniční opravně RAW (Reichbahnausbesserungswerk), založené roku 1873 a zestátněné v roce 1881, státnímu podniku Dauermilchwerk (výroba trvanlivého mléka), výrobě ocelového nábytku, závodu Wärmegerätewerk (STIMA) a státnímu podniku Geologický průzkum/Geologický výzkum a průzkum. Sídlil zde také Okresní institut veterinární služby (BIV), který vznikl z Tiergesundheitsamtu (TGA, úřad pro zdraví zvířat) a okresní veterinární nemocnice. V roce 1990 byl přeměněn na Státní výzkumný veterinární a potravinářský úřad. 

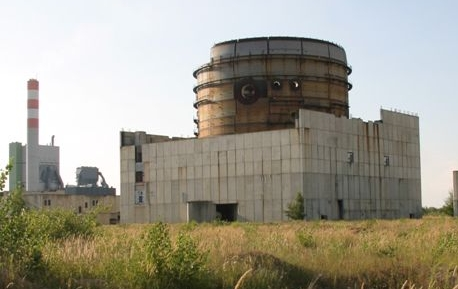
nedokončená JE Stendal

Roku 1974 bylo severně od města započato se stavbou jaderné elektrárny (Kernkraftwerk Stendal), tato ovšem nebyla dána do provozu a po sjednocení Německa byla výstavba přerušena.

## Stendal jak posádkové město
Již v roce 1640 byl Stendal poprvé zmiňován jako posádkové město. Následně byl v roce 1715 založen pruský pěší regiment a tento byl až do roku 1806 umístěn ve městě. Od roku 1860 byl Stendal opět posádkou vojenských útvarů, mezi jiným od roku 1884 tu byl posádkou Magdeburský husarský pluk č. 10, a to až do roku 1919. V jeho tradici potom pokračoval od roku 1919 do roku 1937 3. jezdecký pluk. V roce 1936 byl na letišti Stendal-Borstel založen první německý výsadkový stíhací oddíl, ve kterém sloužil svého času též Max Schmeling. Dále byl ve městě umístěn 93. pěší pluk a několik stíhacích eskader vojenského letectva.
Až do převratu byl Stendal sídlem komanda Nord pohraniční stráže NDR a nadto také stanovištěm 207. motostřelecké divize skupiny Sovětských vojsk v NDR. Tato divize byla podřízena velení 3. úderné armády v Magdeburku. Na konci roku 1994 opustili město poslední sovětští vojáci, čímž skončily doby posádkového města. 

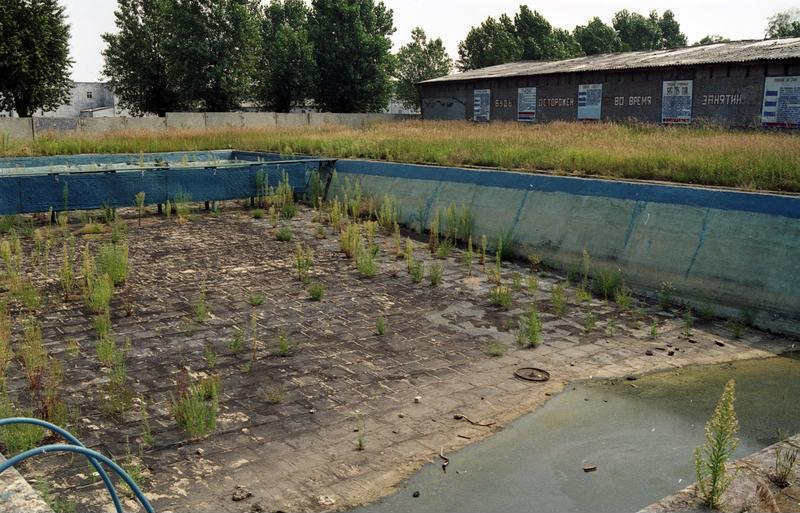
ruská kasárna, bazén

27. září 2009 byl zveřejněn výsledek občanského referenda o přejmenování města. 78 % obyvatel souhlasilo se starým názvem „Hansestadt Stendal". Toto přejmenování vstoupilo v platnost k 1. lednu 2010.

## Vývoj obyvatelstva
Během první světové války došlo poprvé k úbytku obyvatelstva. Město se však rychle zotavilo a počet obyvatel dosáhl krátce před vypuknutím druhé světové války skoro 36 000. Po druhé světové válce vrostl počet obyvatel díky přistěhovalectví vyhnanců z dřívějších německých zemí na východě poprvé na 40 000. V období od roku 1950 do roku 1964 město ztratilo 4 600 obyvatel a v roce 1964 klesl počet na předválečný stav. S 37 496 obyvateli to byl historicky nejnižší počet obyvatel v poválečné době.

Od 1965 rostlo město především díky investicím do velkých sídlišť a 31. prosince 1989 dosáhlo s 51 461 obyvateli na historické maximum. Od 1990 měl počet obyvatel města díky migraci a převažující úmrtnosti nad živě narozenými klesající tendenci a v polovině roku 2007 se dostal opět na úroveň roku 1964. Proti vzniku prázdných nájemných bytů díky odlivu obyvatel od roku 2008 působí demolice, demontáž a doprovodná sanace panelových sídlišť. Je počítáno s infrastrukturou pro 35 000 obyvatel.
Díky reformě intravilánu v Sasku-Anhaltsku, probíhající od roku 2009-2011, došlo k 1. lednu 2010 k včlenění deseti okolních obcí pod správu města, čímž narostl počet obyvatel z 35 900 (ke dni 31. prosince 2008) na 40 (974.
| Rok              | Obyvatel |
| ---------------- | -------- |
| 1830             | 6.125    |
| 1. prosinec 1877 | 13.137   |
| 1. prosinec 1905 | 23.281   |
| 1. prosinec 1910 | 27.263   |
| 1. prosinec 1916 | 24.525   |
| 5. prosinec 1917 | 24.489   |
| 8. říjen 1919    | 29.367   |

| Rok               | Obyvatel |
| ----------------- | -------- |
| SL 1964           | 37.496   |
| SL 1971           | 38.314   |
| SL 1981           | 45.840   |
| 31. prosinec 1989 | 51.461   |
| 31. prosinec 1995 | 45.719   |
| 31. prosinec 2000 | 40.392   |
| 31. prosinec 2001 | 39.506   |

| Rok               | Obyvatel |
| ----------------- | -------- |
| 31. prosinec 2002 | 39.003   |
| 31. prosinec 2003 | 38.662   |
| 31. prosinec 2004 | 37.573   |
| 31. prosinec 2005 | 37.137   |
| 31. prosinec 2006 | 36.761   |
| 31. prosinec 2007 | 36.306   |
| 31. prosinec 2008 | 35.900   |

(Pramen: Staatsbibliothek zu Berlin (Statistische Jahrbücher des Deutschen Reiches; Statistisches Landesamt Sachsen-Anhalt; SL=sčítání lidu)

### Připojení obcí
- 1906 – obec Röxe
- 1953 – obec Wahrburg
- 1. červenec 1973 – obecBorstel
- 1. leden 1998 – obec Staffelde s částí obce Arnim
- 15. duben 1999 – obec Bindfelde s částí obce Charlottenhof
- 1. leden 2005 – obec Jarchau
- 1. leden 2010 – obce Buchholz, Groß Schwechten s částí obce Neuendorf am Speck a Peulingen, Heeren, Möringen s částí obce Klein Möringen, Nahrstedt, Staats, Uchtspringe s částí obce Borgitz a Wilhelmshof, Uenglingen, Volgfelde a Wittenmoor s částí obce Vollenschier
- 29. duben 2010 – obec Vinzelberg
- 1. září 2010 – obec Dahlen s částí obce Dahrenstedt, Gohre, Welle a Insel s částí obce Döbbelin a Tornau

## Náboženství
Největší počet obyvatel Stendalu je bez vyznání. Nejčastějším náboženstvím je evangelické. Evangelická náboženská obec je součástí evangelické církve středního Německa. Římskokatolická obec náleží k děkanství Stendal v biskupství Magdeburk. Vedle toho existují mnohé další církve, jako jsou baptisté, Společenství adventistů sedmého dne či Vineyard. V Stendalu je i Apoštolská církev a konají se shromáždění Svědků Jehovových. Ve srovnání se sjednoceným Německem je nízký počet vyznavačů islámu a judaismu.

## Památníky
- památník obětem fašismu z roku 1969 v August-Bebel-Parku
- pamětní deska na domu v Arneburger Straße 27 z roku 1951 (v dobách NDR ulice Roberta Dittmanna) na památku komunisty Roberta Dittmanna, zavražděného v roce 1942 v koncentračním táboru Sachsenhausen, deska odstraněna v roce 1989
- sovětský čestný hřbitov ve čtvrti Röxe za 262 rudoarmějců, sovětských válečných zajatců a nuceně nasazených
- pamětní deska v Petrikirche za všechny oběti obou světových válek
- pamětní deska na katedrále za vojáky a důstojníky ze Stendalu, padlé během německo-francouzské války
- v ulici Bruchstraße existuje takzvaný Stolperstein na památku tamější synagogy, zničené při křišťálové noci
- památník padlým za 1. světové války na faře chrámu sv. Kateřiny (dřívější klášterní kostel, nyní hudební fórum Katharinenkirche)

## Politika

### Městská rada
Městská rada má 40 členů . Po komunálních volbách 7. června 2009 byly křesla v radě rozděleny následovně: 
| CDU | Die Linke | SPD | Zentrum | FDP | Bündnis 90/Zelení | Einzelbewerberin |
| --- | --------- | --- | ------- | --- | ----------------- | ---------------- |
| 14  | 11        | 9   | 1       | 3   | 1                 | 1                |

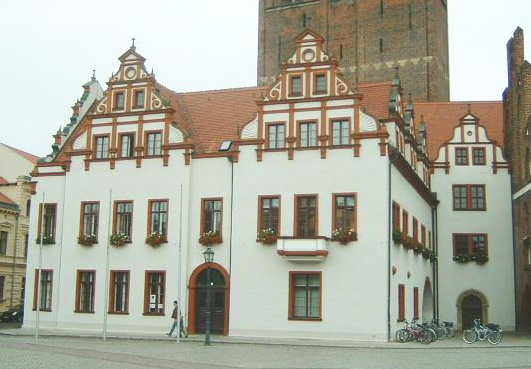
budova radnice

Vzhledem k aktuálním právním změnám se zvýší počet členů městské rady od příštích komunálních voleb v roce 2014 o 13 zástupců ze sloučených obcí, takže celkový počet členů rady bude 53. Hlasovací právo jako člen městské rady má i primátor.

### Primátor
Primátorem je Klaus Schmotz (bezpartijní; nominovaný za CDU). Byl po volbách dne 17. února 2008 při volební účasti 34 % s 68,4 % odevzdanými hlasy zvolen na druhé funkční sedmileté období. Krátce před volbami se na něho snesla kritika za jeho funkce v době existence NDR, kdy byl na ministerstvu národní obrany vyšším důstojníkem na odboru financí a ekonomiky ve štábu pohraniční skupiny Nord, odpovědným za finanční zabezpečení všech vojenských úkolů, včetně údržby prostředků osobní ochrany.

### Městský znak
Znak města byl schválen předsednictvem vlády v Magdeburku dne 10. července 1995.
Uspořádání: Rozpolcený ve stříbrné barvě, v popředí (vlevo) červený orel ve zlaté zbroji, vzadu (vpravo) čtyři (1:2:1) kosočtverce.

Barvami města je červená a stříbrná (bílá).
Nejstarší městská pečeť, doložená již z roku 1263, ukazuje kulaté městské hradby s otevřenou bránou, nad kterými přečnívá šest věží a nad tím je braniborský červený orel. Pečeť sekretáře městské rady ze 14. století zobrazuje jen orla, který drží v každém pařátu kosočtverec. Nynější městský znak je zobrazován většinou od 16. století, první jeho zobrazení pochází z počátku 15. století na stendalských brakteátech, které mezi prvními začal vydávat Friedrich I. Hohenzollern. K významu čtyř rout, které se označují jednou jako kameny, poté jako zrna ječmene a nakonec jako smaragdy, neexistuje žádný jasný výklad.

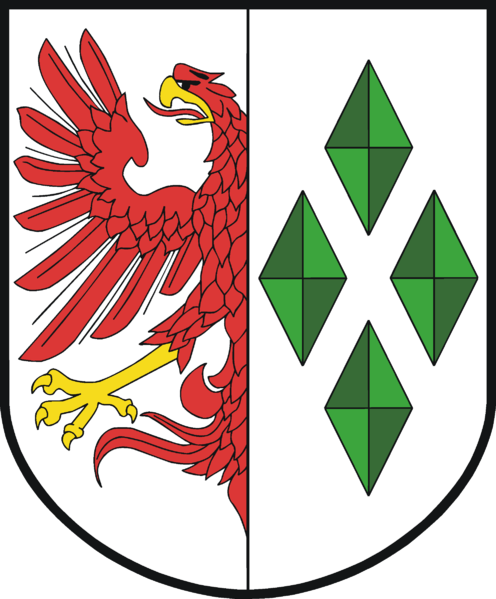
Znak z doby NDR
Současný znak

## Jižní obchvat města
V právní vědě zaujímá své místo rozhodnutí spolkového ústavního soudu ve věci známé jako Jižní obchvat Stendalu. Podle plánu výstavby dopravní infrastruktury v rámci sjednocení Německa byla vytyčena trasa jedné ICE přes město. Obec proti tomu vydala vlastní opatření na ochranu svých pozemků, což vedlo k výraznému zdržení, a proto byl schválen spolkový zákon, který výstavbu trasy ICE nyní konečně urychlí, neboť je možné provést i vyvlastnění pozemků na plánované trase. Mimořádné přitom bylo, že tento zákon nebyl vydán proto, aby vzniklo obvyklé, všeobecné pravidlo, ale byl speciálně přizpůsoben pro jednu konkrétní situaci. Na základě důležitých argumentů, týkajících se strukturálních opatření v rámci opětovného sjednocení Německa byl zákon vydán v souladu s ústavu a nyní je základní součástí právnického vzdělání znám jako případ Südumfahrung Stendal.

## Kultura a pamětihodnosti

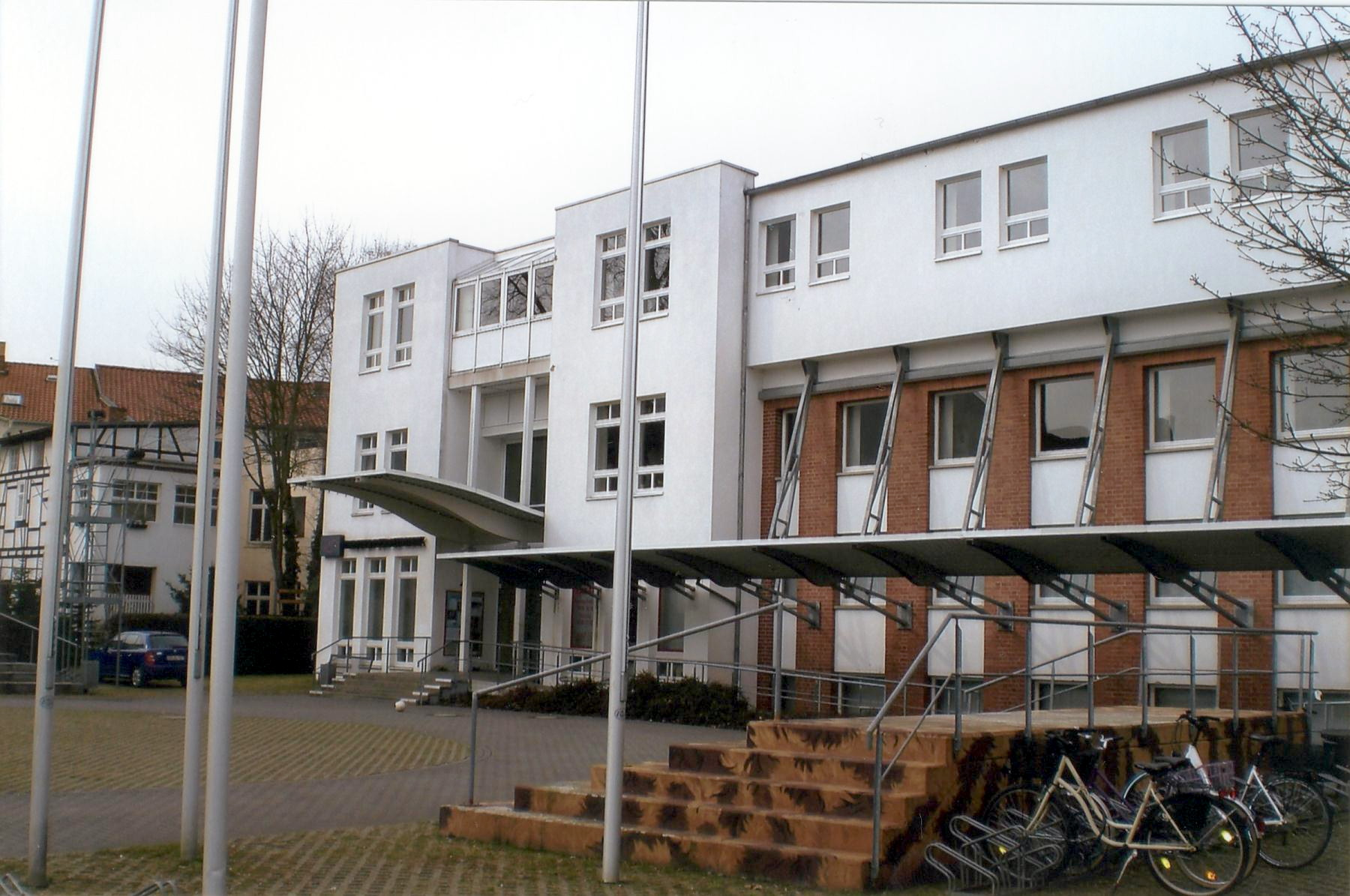
Divadlo Altmark

### Divadlo
Kulturním středem města a celé oblasti je divadlo Altmark (Stará marka). Bylo založeno v roce 1946 a angažuje se zejména v oblasti dětského a mládežnického divadla. Vedle vlastních divadelních představení se v něm konají pravidelná pohostinná vystoupení různých hudebních souborů a tanečních divadel. Dále se zaměřuje na pořádání symfonických koncertů a divadelních plesů, konferencí a různých výstav.
Vedle divadla Almark bylo v roce 1998 v městské části Stadtsee zřízeno Kunstplatte jako kulturní centrum. Bohatou kulturní nabídku tam nacházejí zejména mladiství. Mezi oběma kulturními domy existuje od roku 2005 kooperační smlouva.
Také Musikforum Katharinenkirche přináší ročně ke kulturní nabídce města asi 100 výstav, mezi tím komorní a symfonické koncerty, vystoupení sborů i sólistů, koncerty rockové, populární a lidové hudby a zábavní výstavy.

### Muzea
- Winckelmannovo muzeum se nalézá ve vnitřním městě, v místě rodného domu Johanna Joachima Winckelmanna a je také sídlem Winckelmannovy společnosti. Jsou tam vystaveny životopisné dokumenty, vydané práce, kresby a vytištěné grafiky jakož i řecké plastiky a drobné antické umění. Pravidelně se pořádají mimořádné výstavy k archeologii a k dějinám umění zvláště z 18. a 19. století až po moderní umění.
- Altmärkische Museum ukazuje exponáty k dějinám a kulturním dějinám města Stendal a Altmarku od prvotní a rané historie až po současnost. K tomu patří mezi jiným prehistorické nálezy z regionu, exponáty ke kultuře hanzovního města, sakrální sochařství, románské drobné umění a materiály z archeologických nálezů ve městě.
- Landesfeuerwehrmuseum (Zemské hasičské muzeum) Saska-Anhaltska předkládá vývoj požárnictví od kožených věder až po moderní hasicí vozy. Důraz je kladen na požární vozidla bývalé NDR.

### Zoologická zahrada
V roce 1952 byla znovu otevřena zoologická zahrada rozkládající se asi na šesti hektarech ve čtvrti Stadtsee.

### Stavby

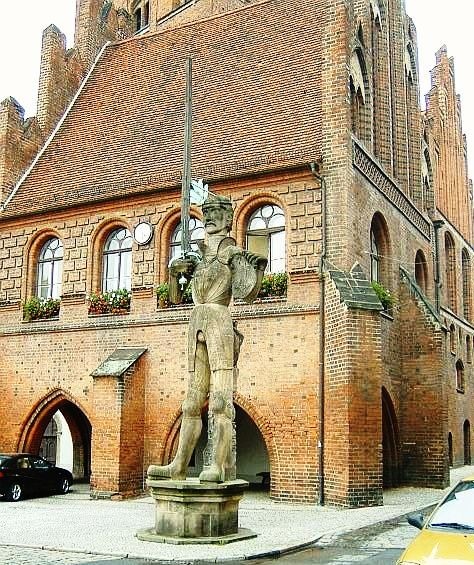
Socha Rolanda před radnicí

Pozoruhodných je několik budov ve slohu cihlové gotiky:
- katedrála Sv. Mikuláše (St. Nikolaus)
- kostel Panny Marie (Marienkirche)
- kostel sv. Jakuba (Jacobikirche)

- kostel sv. Petra (Petrikirche)

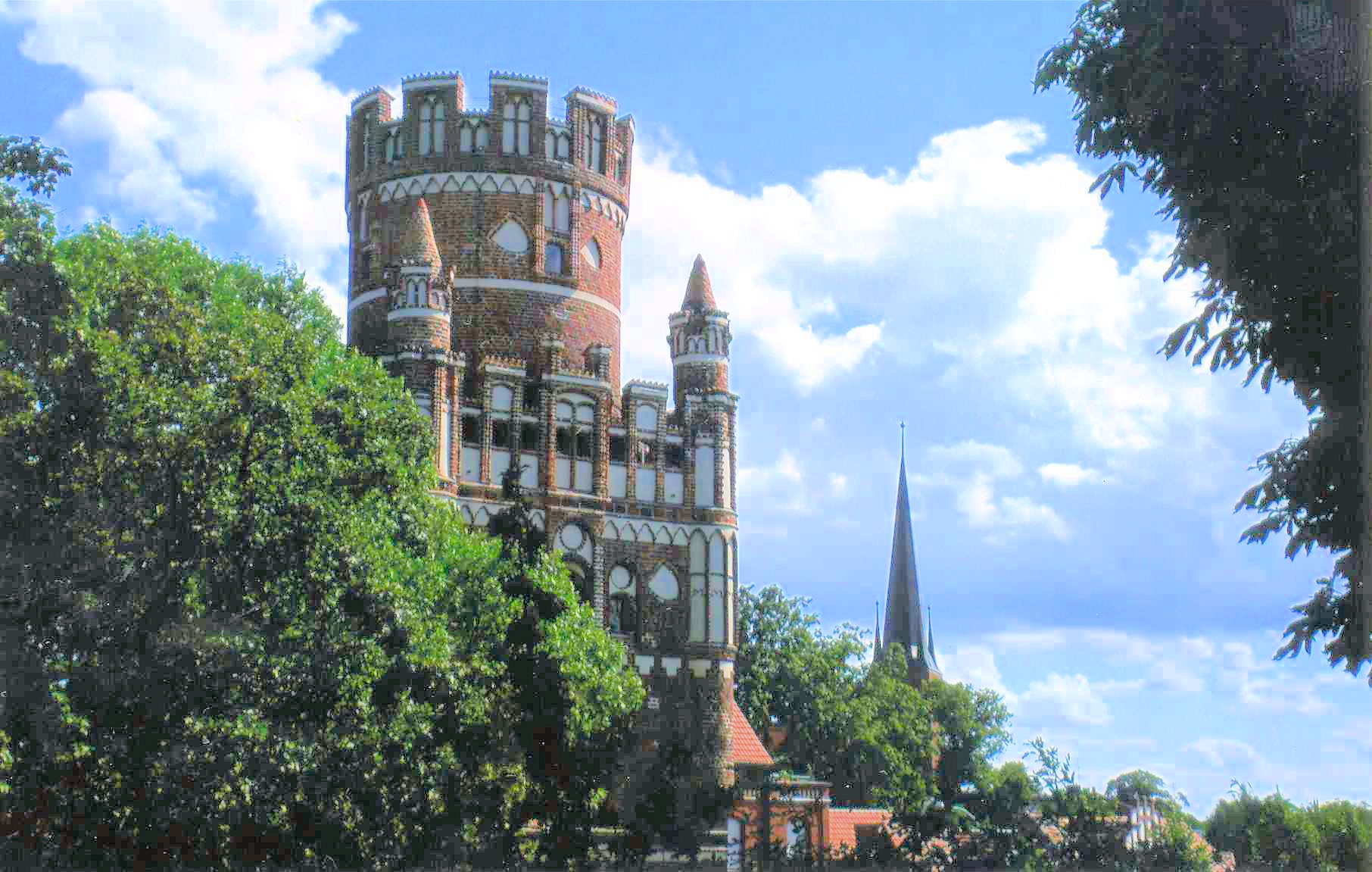
Brána Uenglinger a kostel sv. Petra

- kaple sv. Anny, vystavěná v druhé polovině 15. století
- radnice s Rolandovou sochou
- refektář dřívějšího františkánského kláštera
- Altmärkisches Museum und Katharinenkirche (Muzeum Altmarku a chrám sv. Kateřiny)
- brány Uenglinger a Tangermünder, které byly součástí středověkého městského opevnění a jsou dnes přístupné veřejnosti
- Pulverturm (Prašná brána), opevnění jezu jako zbytek starého městského opevnění

a několik málo domů z hrázděného zdiva ze 17. století

### Stendhal jako pseudonym
Francouzský spisovatel Marie Henri Beyle používal od roku 1817 jako poctu Johannu Joachimovi Winckelmannovi pseudonym Stendhal poté, co se krátký čas zdržoval v Stendalu (rodném městě Winckelmanna) jako napoleonský voják.

### Pravidelné výstavy
Každoročně v červnu se koná „Rolandfest".

## Zařízení pro volný čas a sport

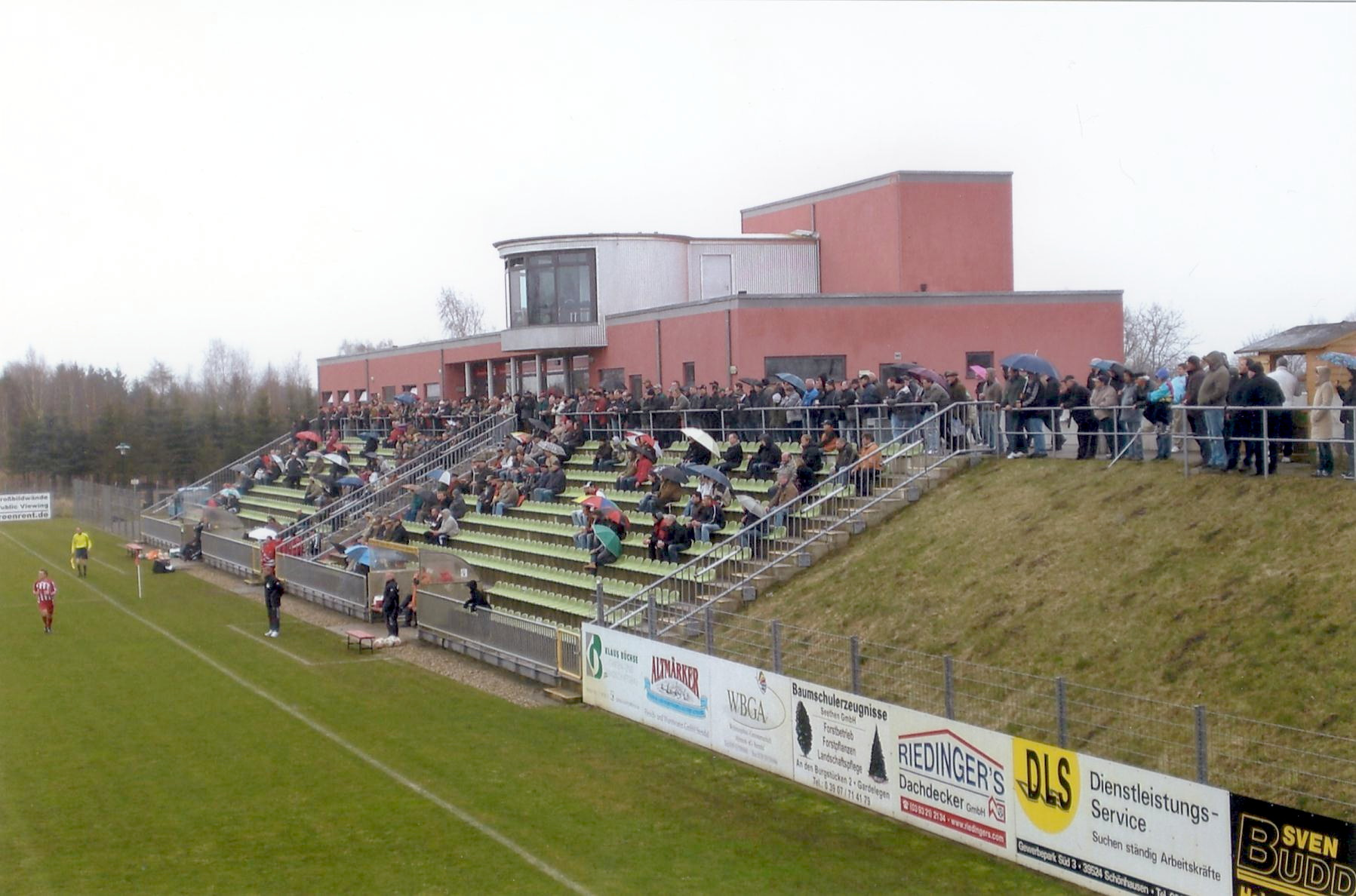
zápas Lok Stendal proti SV Staßfurt 15.3.2009

- Polizei SV 58 Stendal (kuželkářský oddíl)
- 1. FC Lokomotive Stendal e. V. (fotbalový oddíl spolkové ligy, za NDR prvoligový)
- ESV Lokomotive Stendal e. V. (mezi jiným házená, fotbal)
- Post SV Stendal (fotbalový klub)
- TuS „Siegfried" Wahrburg (sportovní klub)
- TC Stendal 1912 e. V. (tenisový klub)
- SG Einheit Stendal e. V. (tenisový klub)
- Stadion am Hölzchen (závodní dráha Wilhelma Helferse) - 6.000 míst, z toho 1.000 míst k sezení
- Windhundrennclub Stendal e. V. 1983
- škola bojových sportů " (jiu-jitsu, karate, aikido)

## Dopravní spojení

### Silniční doprava
U Stendalu se kříží spolková dálnice 189 (Magdeburk–Lutherstadt Wittenberg) s dálnicí 188 (Rathenow–Gardelegen). Plánováno je pokračování spolkové dálnice 14 (Altmark-Autobahn) z Magdeburku přes Stendal do Schwerinu.

### Železniční doprava

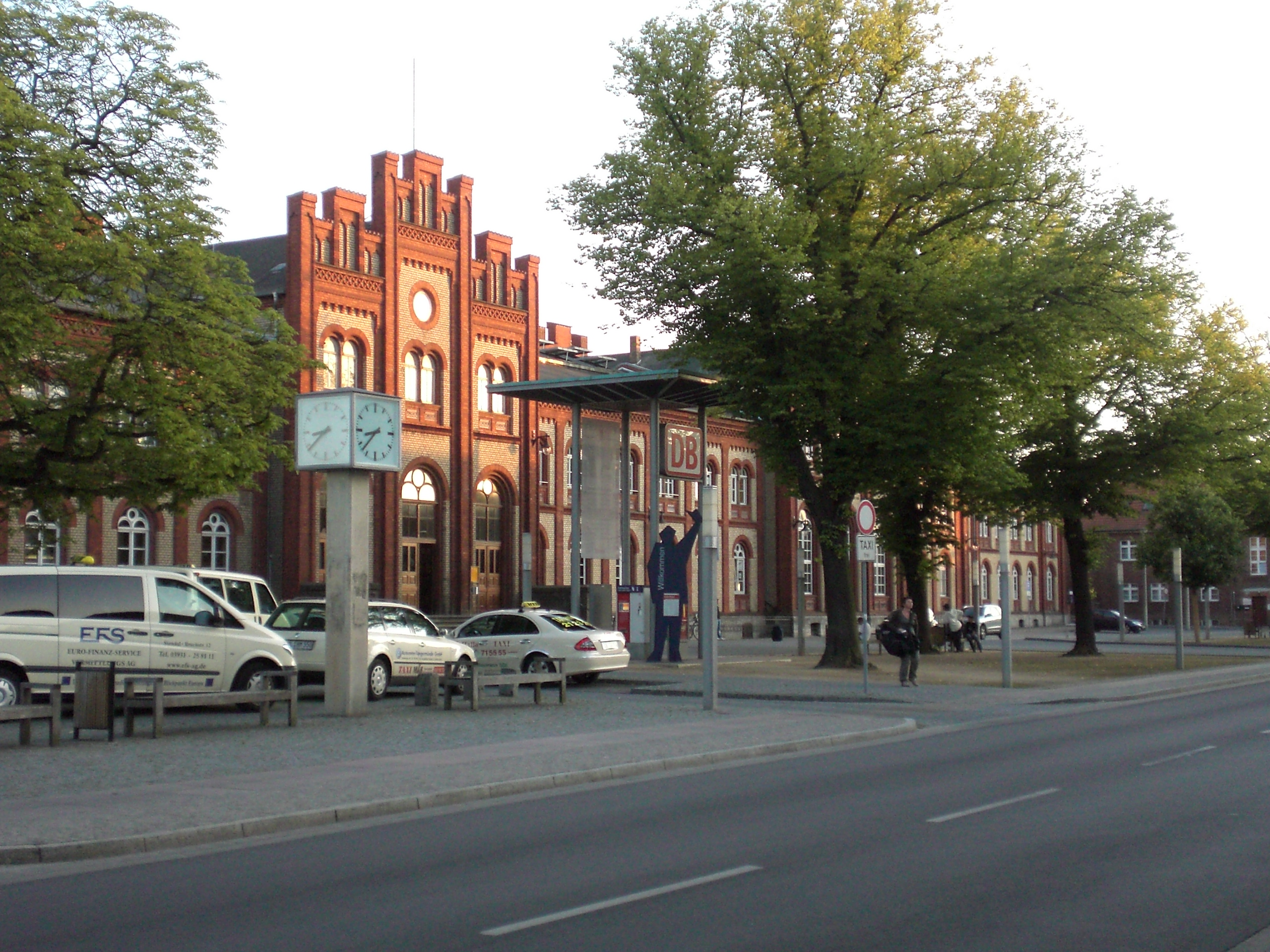
hlavní nádraží Stendal

Stendal je železniční křižovatkou tratí:
- Berlin Hauptbahnhof
- rychlodráha Hannover- Berlín
- Magdeburk - Wittenberge
- Stendal – Uelzen
- Stendal - Tangermünder
- Stendal – Niedergörne
- již zrušená trať Stendaler Kleinbahn

Dálkovou osobní dopravu obsluhují ve dvouhodinovém taktu vlaky InterCity linky 77 (Štětín –) Berlín – Hannover – Münster (Vestfálsko) (– Amsterodam). Během dne krom těchto jsou to ještě vlaky ICE na trati Berlín – Hannover – Köln/Düsseldorf. Dále ještě jedenkrát denně dálkové spojení do Hamburku, do Berlína-Krakau vlaky EuroCity a též do Magdeburku-Lipska a Schwerinu-Rostocku vlaky InterCity. Jednou týdně cestují mezi Berlínem a Münsterem (Örtze) vlakem Intercity především vojáci Bundeswehru, umístění v Münsteru.
Stendal je mimoto nejdůležitějším uzlem SPNV na severu Sasko-Alhaltska. Vyjíždí odtud po regionálních drahách každou hodinu vlaky směrem na Oebisfelde – Wolfsburg – Braunschweig, Wolmirstedt – Magdeburk – Schönebeck (na Labi), Osterburg (Altmark) – Wittenberge a Tangermünde a každou druhou hodinu vlaky do Salzwedelu a Rathenowu. Regionální expresy staví každé dvě hodiny a zabezpečují rychlé spojení do Magdeburku a Salzwedelu - Uelzenu. Nadto je ráno bezprostřední spojení do Berlína a Cottbusu.
Ve správním území města se nalézají vedle nádraží Stendal (označováno jako hlavní nádraží) ještě stanice Stendal-Stadtsee na trati do Wittenberge a Stendal-Vorbahnhof na trati do Tangermünde.

### Místní doprava
Městská místní osobní doprava byla provozována od roku 1892 do roku 1926 společností Stendaler Straßenbahn AG. Od 1. listopadu 2010 provádí přepravu společnost Stendalbus, jedna ze značek podniku regionální dopravy Westsachsen GmbH (RVW), a to sedmi linkami městské veřejné místní osobní dopravy, na území okresu 34 regionálními linkami místní dopravy a též obsluhuje zemskou linku (linka 900) Stendal – Tangermünde – Schönhausen – Havelberg – Glöwen.

### Letecká doprava

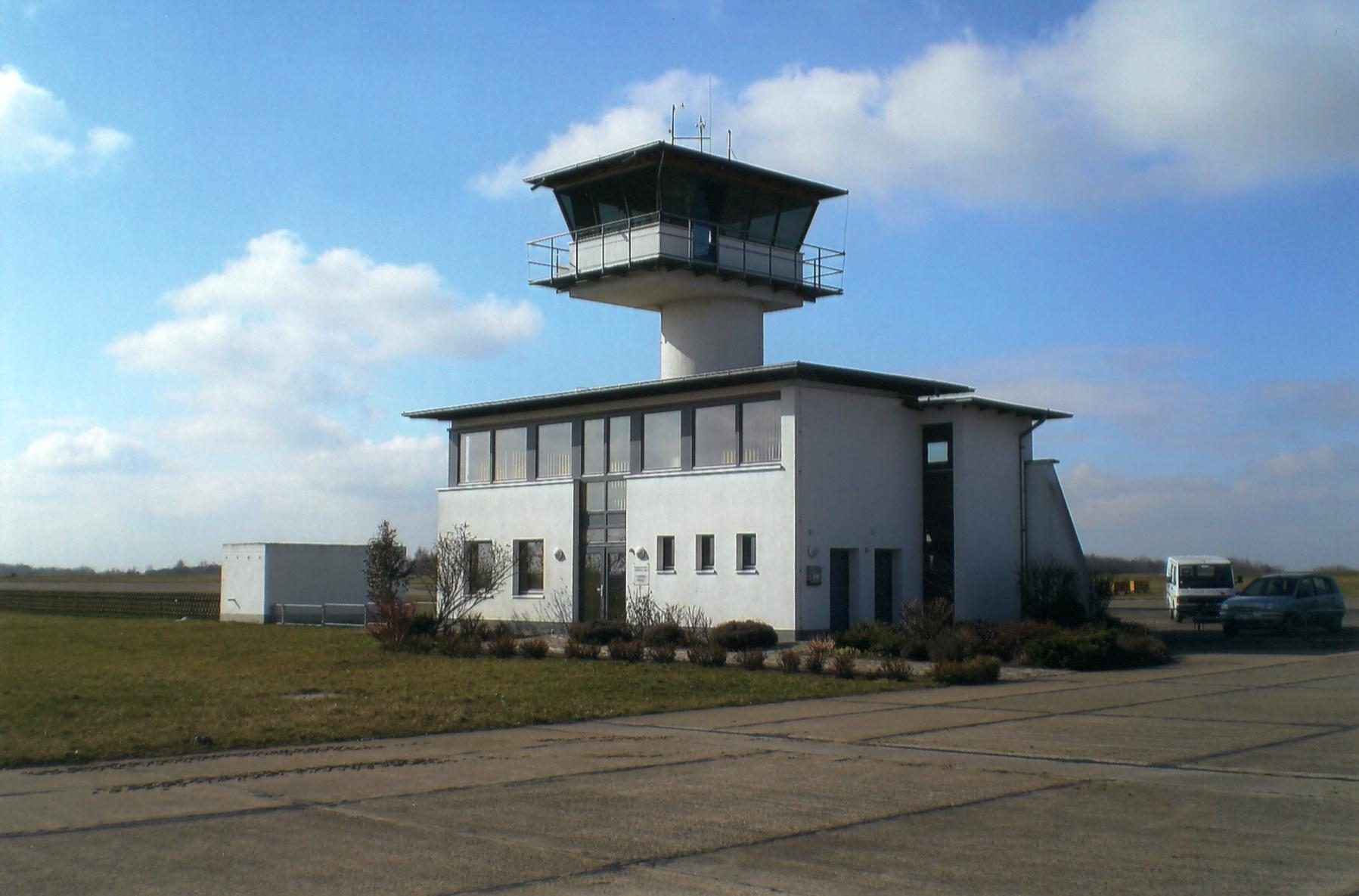
řídící věž letiště Stendal

Letiště Stendal (identifikace: EDOV) je nejvíce využívané letiště Saska-Anhaltska. Vedle soukromého sportovního létání je využíváno také pro obchodní lety, spolkovou policií (Bundespolizei) a Bundeswehrem.

## Veřejná zařízení

### Vzdělávací zařízení
- vysoké školy:
  - vysoká škola Magdeburk-Stendal (FH)
- gymnázia:
  - Rudolfa Hildebranda
  - Winckelmannovo (asi 620 žáků, kolem 60 učitelů)
  - soukromé gymnázium Stendal
- střední školy:
  - Diesterweg
  - Komarow
  - střední škola „Am Stadtsee"
  - soukromá střední škola
- základní školy:
  - základní škole na Goethově ulici (škola s celodenní péčí)
  - Gagarinova základní škola
  - základní škola „Am Stadtsee"
  - základní škola „Nord"
  - základní škola „Petrikirchhof"
  - dvojjazyčná soukromá základní škola „Altmark" (škola s celodenní péčí)
- speciální školy:
  - GB-Schule „Helen Keller"
  - LB-Schule „Pestalozzi"
- umělecké školy:
  - Umělecká škola I – Evropská škola
  - Umělecká škola II
- vzdělávací zařízení města:
  - lidová univerzita Stendal
  - hudební a umělecká škola

## Osobnosti

### Čestní občané

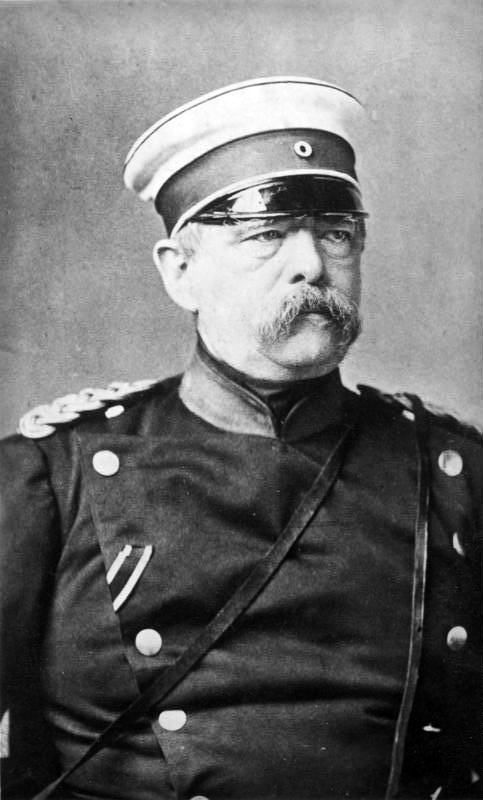
Otto von Bismarck

Čestným občanem města je tajný zdravotní rada Freidrich Herman Haacke, vedoucí johanitské nemocnice a královský krajský fyzik (1824–1899). Věnoval se neúnavnému boji proti epidemii cholery, která zuřila ve městě v 19. století. Na jeho počest byla zřízena Haackeova fontána na Sperlingbergu.
Roku 1872 byl jmenován čestným občanem říšský kancléř kníže Otto von Bismarck. 7. května 1995 byli čestnými občany jmenováni Eugenia Jütting (1907–2004) a Hans Jütting (1909–1999), zakladatelé nadace Jütting. Ačkoli se podnikatel Hans Jütting vystěhoval do USA, zůstal vždy spojen se svým rodným městem. Jeho zásluhou byl v 70. a 80. letech 20. století zachráněn před definitivním úpadkem chrám Sv. Kateřiny a bylo z něho vytvořeno hudební zařízení.

### Rodáci
- Rudolf Baxmann (1832–1869), evangelický teolog a autor
- Herebord von Bismarck (okolo 1200–1280), první doložený představitele rodu Bismarck
- Nikolaus von Bismarck (1307–1377), stendalský vážený měšťan
- Otto Borngräber (1874–1916), spisovatel, dramatik a dramaturg
- Adelbert von Bornstedt (1807–1851), publicista a revolucionář v roce 1848
- Hans Cain (1919–1983), lékař
- Johann Christian Dieterich (1722–1800), zakladatel nakladatelství Dieterich a blízký přítel Georga Christopha Lichtenberga, vydavatele almanachu Gotha
- Max Ebert (1879–1929), prehistorik, profesor v Königsbergu, Rize a Berlíně
- Alfred Ernst (1895–1953), poslanec sněmovny za NSDAP
- Heinrich Falckenberg (1771–1845), správní úředník, čestný občan Berlína
- Hermann Fliege (1829–1907), hudební skladatel, první šéfdirigent filharmonie v Petrohradu
- Karl Friedrich Friccius (1779–1856), generální auditor pruské armády
- Hans Fritsche (1832 1898), komunální politik, primátor Charlottenburgu
- Gerhard Geise (1930–2010), matematik
- Gerd Gies (* 1943), zvěrolékař a první ministerský předseda spolkové země Sasko-Anhaltsko
- Heinrich Julius von Goldbeck (1733–1818), pruský ministr spravedlnosti
- Friedrich August Göring (1771–1840), pedagog
- Gisela Graichen (* 1944), režisérka
- Ernst Grosse (1862–1927), etnolog
- Hardy Güssau (* 1962), poslanec zemské sněmovny
- Dietrich Kagelwit (okolo 1300–1367), také známý jako Dietrich von Portitz; významným rádce císaře Karla IV.
- Wilfried Klingbiel (* 1939), německých fotbalový reprezentant, svého času hráč Lok Stendal
- Irina Korschunow (* 1925), německá spisovatelka (hlavně knihy pro děti)
- Kurt Liebrecht (* 1936), německých fotbalový reprezentant, hráč Lok Stendal
- Gottfried Friedrich Franz Loeffler (1815–1874), vojenský lékař
- Frieda Menshausen-Labriola (1861–1939), známá autorka miniatur a portrétistka, její práce jsou k vidění v mnoha evropských muzeích a soukromých sbírkách
- Werner Nolopp (1835–1903), učitel, dirigent, sbormistr a hudební skladatel
- Leo August Pochhammer (1841–1920), německý matematik
- Martin Friedrich Rabe (1765–1856), německý stavitel
- Hans-Jürgen Rückborn (* 1940), lehký atlet, účastník olympijských her
- Thomas Schmidt (1942–2008), herec a lékař
- Bartolomäus Schönebeck (1548–1605), vlivný obchodník a radní v Stendalu
- Christoph Schönebeck (1601–1662), právník, knížecí tajný rada a archivář v Berlíně
- Oto Schoetensack (1850–1912), paleoantropolog, popsal roku 1908 mandibulu exempláře Homo heidelbergensis
- Horst Stottmeister (* 1948), zápasník
- Paul-Friedrich Strauß (* 1922), generál Bundeswehru
- Ludwig Turek (1898–1975), člen KPD a spisovatel
- Conrad Friedrich Uden (1754–1823), lékař
- Fredrik Vahle (* 1942), germanista, překladatel a autor písní
- Franz von Voss (1816–1907), pruský politik
- Heinz-Ulrich Walther (* 1943), krasobruslař a aktivní krasobruslařský rozhodčí
- Johann Joachim Winckelmann (1717–1768), zakladatel klasické archeologie a vědy o umění, je po něm pojmenováno městské muzeum, gymnázium a náměstí
- Richard Zeckwer (1850–1922), hudební skladatel

### Osoby s městem spojené

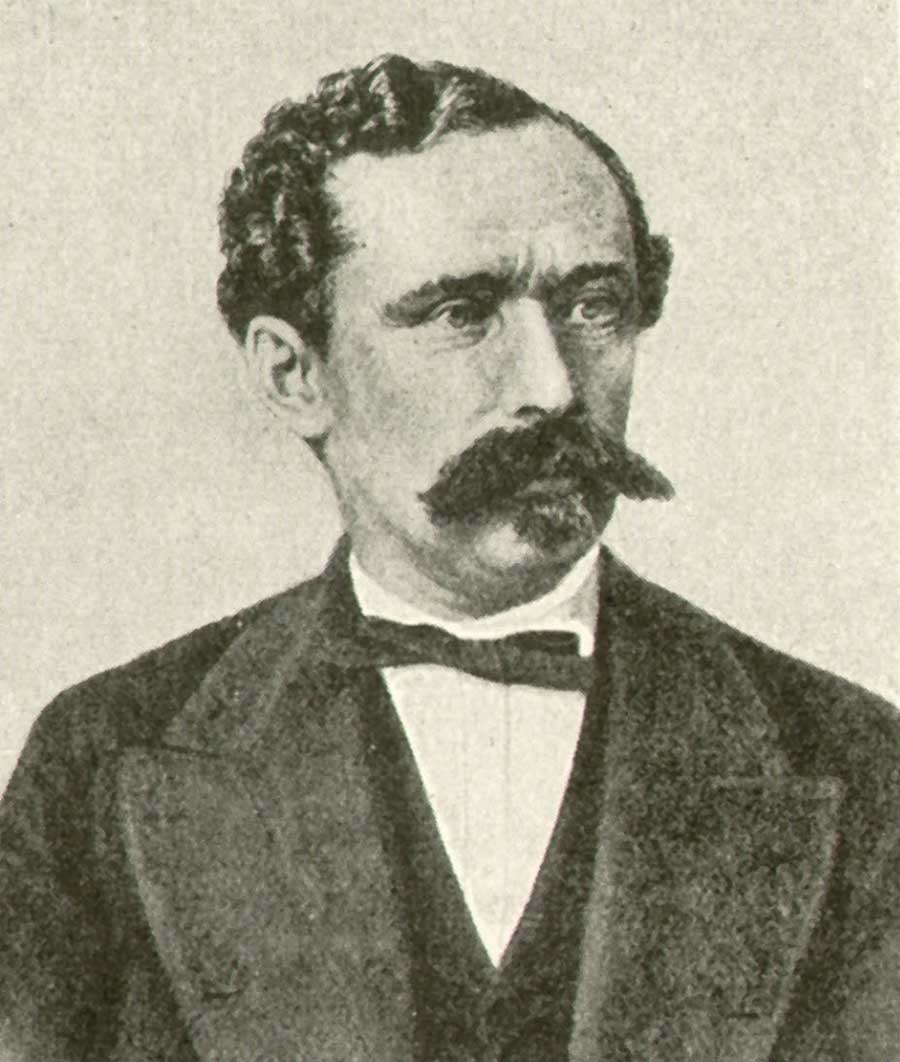
Gustav Nachtigal

- Albrecht der Bär (okolo 1100–1170), braniborský markrabě, „zakladatel" města
- Alkmar II. von Alvensleben (1841–1898), generál a velitel ve Vratislavi
- Alkmar (III.) von Alvensleben (1874–1946), lékař
- Beust (šlechtický rod)
- Bismarck (šlechtický rod)
- Heinrich Detloff von Kalben (1898–1966), dřívější zemská rada okresu Stendal
- Alexander von Knobelsdorff (1723–1799), generál polní maršálek
- Richard Meyer (1893 1974), politik (NSDAP), starosta
- Peter du Moulin (1681–1756), generál Bedřicha II., bydlel v Stendalu
- Gustav Nachtigal (1834–1885), lékař a výzkumník v Africe, diplomat, na jeho počest stojí busta na náměstí, které nese jeho jméno
- Martin Schiele (1870–1939), politik Výmarské republiky
- Stendhal (1783–1842), vlastním jménem Marie Henri Beyle, francouzský spisovatel
- Svetozár Hurban-Vajanský (1847–1916), slovenský spisovatel, navštěvoval v letech 1863–1866 gymnázium v Stendalu

## Partnerská města
- , Grenoble, Francie
- Lemgo, Severní Porýní-Vestfálsko, Německo
- Puławy, Polsko
- Svitavy, Česko